# Sonate en sol majeur (Scarlatti, ms. Montserrat)

La sonate en sol majeur (K. deest, Johnsson 21) est une œuvre pour clavier attribuée au compositeur italien Domenico Scarlatti. 
Non répertoriées par Kirkpatrick en raison de leur découverte récente, les sonates dites « K. deest » (manquant), représentent environ une soixantaine de sonates, selon Christopher Hail.

## Présentation
La sonate K. deest en sol majeur, notée Allegro, forme un couple avec la sonate en sol mineur, dans le manuscrit de Monserrat. Elle est moins élaborée que sa compagne, mais semble plus authentique.
Christopher Hail considère les deux comme ayant « facilement pu être écrit(e)s par Scarlatti », comme « exercice simple pour un élève débutant ».

## Manuscrit
Le manuscrit principal est conservé aux archives de l'abbaye de Montserrat, ms. AM 2158.

## Interprètes
La sonate K. deest, en sol majeur, est défendue au clavecin par Mayako Soné (1993, Erato/Warner) et Richard Lester (2004, Nimbus, vol. 7). Marco Ghirotti l'interprète à l'orgue Pietro Cavalleti 1787, de l'église de San Antonio Abate de Vérone (2007, Tactus) et Cristina Bianchi (2019, Oehms Classics) à la harpe.

## Sources
: document utilisé comme source pour la rédaction de cet article.
- Malcolm Boyd, « Sonates pour clavier inconnues », p. 9, Erato/Apex (2564 69896-8), 1994 (OCLC 31201166) .
- (es) Celestino Yáñez Navarro (thèse), Nuevas aportaciones para el estudio de las sonatas de Domenico Scarlatti. Los manuscritos del Archivo de Música de las Catedrales de Zaragoza, Université autonome de Barcelone, 2016 (lire en ligne)